# シルヴィオ・クレメンテッリ
シルヴィオ・クレメンテッリ（Silvio Clementelli, 1926年10月28日 - 2001年12月4日 ローマ）は、イタリアの映画プロデューサーである。「イタリア式コメディ」の重要人物である。

## 来歴・人物
1926年10月28日に生まれる。1949年、23歳のとき、ステーノ監督のデビュー作でもある『トト、家を探す Totò cerca casa』（日本未公開）の製作主任として、はじめて名をクレジットされる。マリオ・モニチェリとステーノの共同監督作『犬の生活 Vita da cani』（製作カルロ・ポンティ、1950年、日本未公開）では助監督を経験した。
アテナ・チネマトグラフィカ社での製作主任を経て、同社で、伊仏合作の音楽映画『あいさつしてキス Saluti e baci』（日本未公開）をプロデュースすることになる。1953年8月14日、27歳を目前にして、はじめてプロデュースした同作がイタリアで公開、フランスでは同年9月4日、コシノール社（フランソワ・トリュフォーの義父の経営する会社）配給によって公開される。
ティタヌス社に移り、ふたたび製作主任を経てプロデューサーとなり、1957年、同世代の批評家でいくつか脚本も手がけていたパスクァーレ・フェスタ・カンパニーレの書いた小説『祖母サベッラ La nonna Sabella』（日本未公開）をディーノ・リージ監督によって映画化、さらに同年カンパニーレとマッシモ・フランチオーザの書いた脚本をもとにリージが監督した『美しいが貧しい娘たち』が大ヒット、つづいて2作のシリーズものをプロデュースする。ディーノ・リージを中心に1960年代の「イタリア式コメディ」を多数つくる。またフランス、アメリカとの合作映画もいくつか手がけた。
1966年、40歳のときに、アンナ・マリア・カンパニーレ（のちのアンナ・マリア・クレメンテッリ）とともに映画製作会社「クレシ・チネマトグラフィカ」をローマに設立する。設立第一作はパスクァーレ・フェスタ・カンパニーレ監督、カトリーヌ・スパーク主演のコメディ映画『結婚戦争』 Il marito è mio e l'ammazzo quando mi pare （1966年、日本未公開）で、以降、同監督と組んでスパーク主演の『女性上位時代』（1968年）やラウラ・アントネッリ主演の『クロツグミの男』（1971年）といった艶笑コメディを量産した。
1970年代に入ると、パスクァーレ・フェスタ・カンパニーレ作品の連打のほか、サルヴァトーレ・サンペリと組んで『青い体験』（1973年）をヒットさせ、一時代を築く。『神はわれらとともに Dio è con noi』（監督ジュリアーノ・モンタルド、1969年）で1971年度のナストロ・ダルジェント賞プロデューサー賞を受賞、ダヴィッド・ディ・ドナテッロ賞では1974年に特別賞、1987年には『インクアイリー 審問』（監督ダミアーノ・ダミアーニ）で、妻で共同プロデューサーのアンナ・マリア・クレメンテッリとともにアリタリア賞を受賞した。1980年代にはテレビ映画を手がけた。1989年、第42回カンヌ国際映画祭の審査員をつとめた。
2001年12月4日、ローマで死去。75歳没。ジャッロ映画、マカロニ・ウェスタン、モンド映画の時代のプロデューサーであったが、クレメンテッリはそれらに手を染めず、「イタリア式コメディ」を基調とした恋愛もの、文芸もの、青春ものに徹した。

## フィルモグラフィ
本人クレジットのないものはプロデューサー

### 1950年代
- トト、家を探す Totò cerca casa　1949年　製作主任　監督ステーノ
- 犬の生活 Vita da cani　1950年　助監督　監督マリオ・モニチェリ、ステーノ
- Sette ore di guai　1951年　製作主任　監督ヴィットリオ・メッツ、マルチェロ・マルケージ
- Don Lorenzo　1952年　製作主任　監督カルロ・ルドヴィコ・ブラガリア
- A fil di spada　1952年　製作主任　監督カルロ・ルドヴィコ・ブラガリア
- Ci troviamo in galleria　1953年　製作主任　監督マウロ・ボロニーニ
- あいさつしてキス Saluti e baci　1953年　監督モーリス・ラブロ、ジョルジョ・シモネッリ、共同プロデューサー・主演クレマン・デュウール　※仏伊合作
- Capitan Fantasma　1953年　製作主任　監督プリモ・ツェリオ
- Canzone appassionata　1953年　製作主任　監督ジョルジョ・シモネッリ
- Café chantant　1953年　製作主任　監督カミロ・マストロチンクエ（製作会社ティタヌス）
- Le Vacanze del Sor Clemente　1954年　製作主任　監督カミロ・マストロチンクエ
- Amori di mezzo secolo　オムニバス　1954年　製作主任　監督マリオ・キアーリ、ピエトロ・ジェルミ、グラウコ・ペレグリーニ、アントニオ・ピエトランジェリ、ロベルト・ロッセリーニ
- 白い天使 L'angelo bianco　1955年　製作主任　監督ラッファエッロ・マタラッツォ
- 祖母サベッラ La nonna Sabella　1957年　監督ディーノ・リージ、原作パスクァーレ・フェスタ・カンパニーレ（同名の小説）
- 貧しいが美しい男たち Poveri ma belli　1957年　監督ディーノ・リージ
- 美しいが貧しい娘たち Belle ma povere　1957年　監督ディーノ・リージ
- 我は我が恋をつらぬく Difendo il mio amore　1957年　監督ジュリオ・マッキ
- Arrivederci Roma　1958年　製作主任　監督ロイ・ローランド　※伊米合作、伊側ティタヌス
- 裸のマヤ The Naked Maja　1958年　プロデューサー・製作主任　監督ヘンリー・コスター、マリオ・ルッソ、共同プロデューサー ゴッフレード・ロンバルド　※伊米仏合作、伊側ティタヌス
- 貧しい富豪たち Poveri milionari　1959年　監督ディーノ・リージ
- La cento chilometri　1959年　プロデューサー・製作主任　監督ジュリオ・ペトローニ
- Policarpo, ufficiale di scrittura　1959年　監督マリオ・ソルダーティ　※第12回カンヌ国際映画祭コメディ賞受賞
- 女は選ぶ権利がある Il Magistrato　1959年　監督ルイジ・ザンパ
- 激しい季節 Estate violenta　1959年　監督ヴァレリオ・ズルリーニ
- ベニスと月とあなた Venezia, la luna e tu　1959年　監督ディーノ・リージ
- Ferdinando I, re di Napoli　1959年　監督ジャンニ・フランチョリーニ

### 1960年代
- 夜と昼の間 La Sposa Bella　1960年　監督ナナリー・ジョンソン、共同プロデューサー ゴッフレード・ロンバルド
- Risate di gioia　1960年　監督マリオ・モニチェリ
- Un Militare e mezzo　1960年　監督ステーノ
- 十七歳よさようなら I dolci inganni　1960年　監督アルベルト・ラットゥアーダ
- 恋のなぎさ La Calda Vita　1963年　監督フロレスターノ・ヴァンチーニ
- 愛してご免なさい Tre notti d'amore　1964年　監督ルイジ・コメンチーニ
- Non faccio la guerra, faccio l'amore　1966年　監督フランコ・ロッシ
- 結婚戦争 Il marito è mio e l'ammazzo quando mi pare　1966年　監督パスクァーレ・フェスタ・カンパニーレ
- Sequestro di persona　1968年　監督ジャンフランコ・ミンゴッツィ
- 夜は盗みのために La Notte è fatta per... rubare　1968年　監督ジョルジョ・カピターニ
- 女性上位時代 La matriarca　1968年　監督パスクァーレ・フェスタ・カンパニーレ
- La donna invisibile　1969年　監督パオロ・スピノーラ
- 神はわれらとともに Dio è con noi　1969年　監督ジュリアーノ・モンタルド
- ロザリオの悲しみ La Monaca di Monza　1969年　監督エリプランド・ヴィスコンティ
- ほんとのほんとの物語 Certo, certissimo... anzi probabile　1969年　監督マルチェロ・フォンダート
- Con quale amore con quanto amore　1969年　監督パスクァーレ・フェスタ・カンパニーレ

### 1970年代
- 女にしっぽがあったころ Quando le donne avevano la coda　1970年　監督パスクァーレ・フェスタ・カンパニーレ
- Ninì Tirabusciò: la donna che inventò la mossa　1970年　監督マルチェロ・フォンダート
- クロツグミの男 Il merlo maschio　1971年　監督パスクァーレ・フェスタ・カンパニーレ
- さらば美しき人 Addio, fratello crudele　1971年　監督ジュゼッペ・パトローニ・グリッフィ
- 女がしっぽをなくしたころ Quando le donne persero la coda　1971年　製作主任　監督パスクァーレ・フェスタ・カンパニーレ
- 初夜権 Jus primae noctis　1972年　監督パスクァーレ・フェスタ・カンパニーレ
- D'amore si muore　1972年　監督カルロ・カルンシオ
- Beati i ricchi　1972年　監督サルヴァトーレ・サンペリ
- 青い体験　1973年　監督サルヴァトーレ・サンペリ
- 続・青い体験 Peccato veniale　1973年　監督サルヴァトーレ・サンペリ
- Le farò da padre　1973年　監督アルベルト・ラットゥアーダ
- SEX発電 Conviene far bene l'amore　1975年　監督パスクァーレ・フェスタ・カンパニーレ
- ワールド・バイ・ナイトTODAY Mondo di notte oggi　1976年　監督ジャンニ・プロイア
- Marcia trionfale　1976年　監督マルコ・ベロッキオ
- スキャンダル Scandalo　1976年　監督サルヴァトーレ・サンペリ
- ルー・サロメ 善悪の彼岸 Al di là del bene e del male　1977年　監督リリアーナ・カヴァーニ
- 女教師ベニーナの性 Io sono mia　1977年　監督ソフィア・スカンデュラ
- L'Ingorgo - Una storia impossibile　1977年　監督ルイジ・コメンチーニ　※第32回カンヌ国際映画祭コンペティション部門上映作品
- エルネスト 美しき少年　1979年　監督サルヴァトーレ・サンペリ

### 1980年代
- Odio le bionde　1980年　監督ジョルジョ・カピターニ
- 虚空への跳躍 Salto nel vuoto　1980年　監督マルコ・ベロッキオ　※第33回カンヌ国際映画祭コンペティション部門上映作品
- Piso pisello　1980年　監督ピーター・デル・モンテ
- コロンブス/大いなる生涯 Christopher Columbus　テレビ映画　1985年　監督アルベルト・ラットゥアーダ
- インクアイリー 審問 L'inchiesta　1987年　監督ダミアーノ・ダミアーニ
- E non se ne vogliono andare!　テレビ映画　1988年　監督ジョルジョ・カピターニ
- Una Casa a Roma　テレビ映画　1988年　監督ブルーノ・コルティーニ
- Malizia 2000　1992年　監督サルヴァトーレ・サンペリ

## 関連事項
- イタリア式コメディ
- クレシ・チネマトグラフィカ

## 註
1. ↑  BFI | Film & TV Database | Clesi Cinematografica （2007年11月7日閲覧）には「1968年営業開始（Started trading: 1968）」とあるが、IMDbのClesi Cinematografica （2007年11月7日閲覧）によれば、「1966年」から作品を製作している。設立第一作を記述する都合上、後者「1966年」を採用した。
2. ↑  受賞関連はAwards for Silvio Clementelliを参照した。2007年11月7日閲覧。